# Флавиан Знеполски
Флавиан е български духовник, игумен на Рилския манастир и титулярен знеполски епископ на Българската православна църква (1940 -1956).

## Биография
Роден е на 28 януари 1884 година в село Церова кория, Търновско, със светско име Васил Попов. Първоначално образование получава в родното си село, а прогимназиално в град Търново. Продължава образованието си в Самоковското богословско училище. След завършването му една година работи като учител в родното си село, след което в продължение на три години е касиер-счетоводител на Търновската митрополия. От септември 1908 година е приет за студент в Санктпетербургската духовна академия, която завършва през 1912 година с право да държи изпити след година.
След завръщането си в България от 1912 до 1916 година той е секретар на Търновската митрополия. От 1916 до 1918 година е счетоводител в Министерството на отбраната. През 1918 година е назначен за учител в Бачковското свещеническо училище. От септември 1921 година е учител в Черепишкото свещеническо училище. Като такъв на 30 юли 1923 година в столичния храм „Свети Спас“ е постриган в монашество с името Флавиан от митрополит Борис Охридски, който на следващия ден го ръкополага и в йеродяконски чин. Скоро след това е ръкоположен и за йеромонах. През учебната 1923/1924 година йеромонах Флавиан е ректор на свещеническото училище в Бачковския манастир.
От есента на 1924 година е назначен за ректор на свещеническото училище в Черепишкия манастир, какъвто остава до края на август 1933 година. На 14 януари 1926 година е възведен в архимандритско достойнство. От 1 септември 1933 до 11 ноември 1936 година е игумен на Рилския манастир. От 12 ноември 1936 до края на 1937 година е началник на Културно-просветния отдел при Свети Синод на Българската православна църква. От 1 януари 1938 до 1 септември същата година отново е игумен на Рилския манастир.
От 15 септември 1938 до юни 1940 година е ректор на Пловдивската духовна семинария. Архимандрит Флавиан приема ректорския пост, като продължава усилията на предшествениците си за издигане по-нататък на престижа на Пловдивската духовна семинария. По негово време се формира една твърде опитна и авторитетна учителска колегия, сред която са имената на Мирчо Богоев, Димитър Поптомов, отец Михаил Шишкин, д-р Константин Цицелков, Владимир Иваницки, йеромонасите Тихон и Григорий /по-късно единият е Смоленски епископ и ректор на Софийската духовна семинария, а вторият – Ловчански митрополит/, проф. д-р Боян Пиперов, доц. Апостол Михайлов и др.
На 23 юни 1940 година в храма „Свети Александър Невски“ в София е хиротонисан за титулярен знеполски епископ и е назначен за викарий на митрополит Стефан Софийски.
При бомбардировка над София през 1944 година, по време на Втората световна война, епископ Флавиан е ранен. Вследствие на това от края на същата година е освободен от всякакви административни задължения. Оттегля се на покой в Присовския манастир „Свети Архангел Михаил“ край село Дебелец, Търновско. Почива на 1 април 1956 година в манастира, където е и погребан.